# Dorayaki

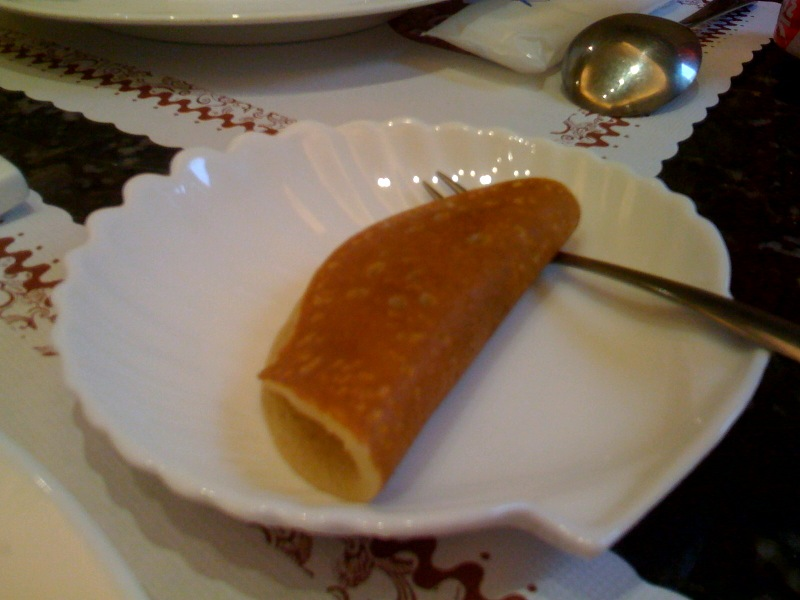
Dorayaki op een bord

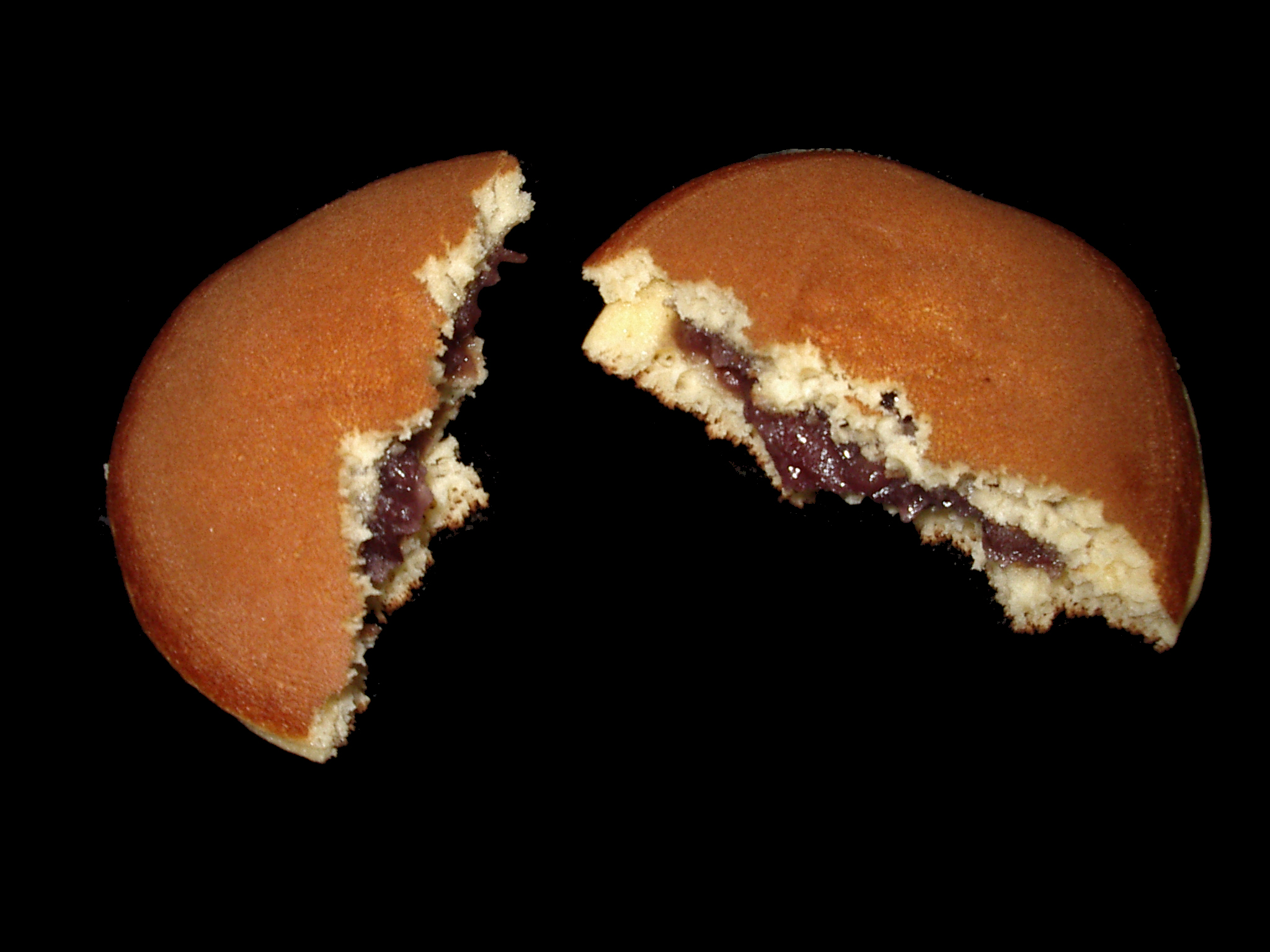
Binnenkant van een dorayaki

Dorayaki (Japans: どらやき, 銅鑼焼き, ドラ焼き) is een soort Japanse pannenkoek gevuld met anko, een zoete rodebonenpasta, die zowel koud als warm gegeten kan worden. Dorayaki is een zeer populaire wagashi (Japanse lekkernij). Binnen de wagashi valt de dorayaki onder de han namagashi, welke een vochtgehalte van 10% tot 30% hebben.
Het gerecht bestaat uit twee pannenkoeken van castelladeeg rond een vulling van anko (zoete pasta van rode azukibonen). Het gerecht is vergelijkbaar met imagawayaki, een gebak met een zoete vulling (vaak anko) omhuld door een deeglaag in de vorm van een schijf, dat meestal warm opgediend wordt. En de taiyaki, die van uit dezelfde ingrediënten als de imagawayaki bestaat, maar dan een visvorm heeft.
De oorspronkelijke dorayaki’s bestonden uit slechts één pannenkoek.

## Origine
Dora is Japans voor gong en omdat de vorm van het gerecht vergelijkbaar is, zou de naam daardoor mogelijk ontstaan zijn. Volgens een legende was een samoerai genaamd Benkei bij een boer ondergedoken en vergat zijn gong mee te nemen toen hij het huis verliet. De boer zou daarop de gong gebruikt hebben om pannenkoeken te bakken.

## Andere naam
In de regio Kansai, onder andere in Osaka en Nara, wordt dit gerecht mikasa（三笠) genoemd. Het woord betekent drievoudige strohoed, maar is ook de alternatieve naam voor de berg Wakakusa in Nara. De lokale bevolking stelt zich de vorm van de berg voor bij het eten van een mikasa. Nara is bekend om zijn grote mikasa’s met een diameter van 30 centimeter.